# Centre de l'Ontario

Centre de l'Ontario

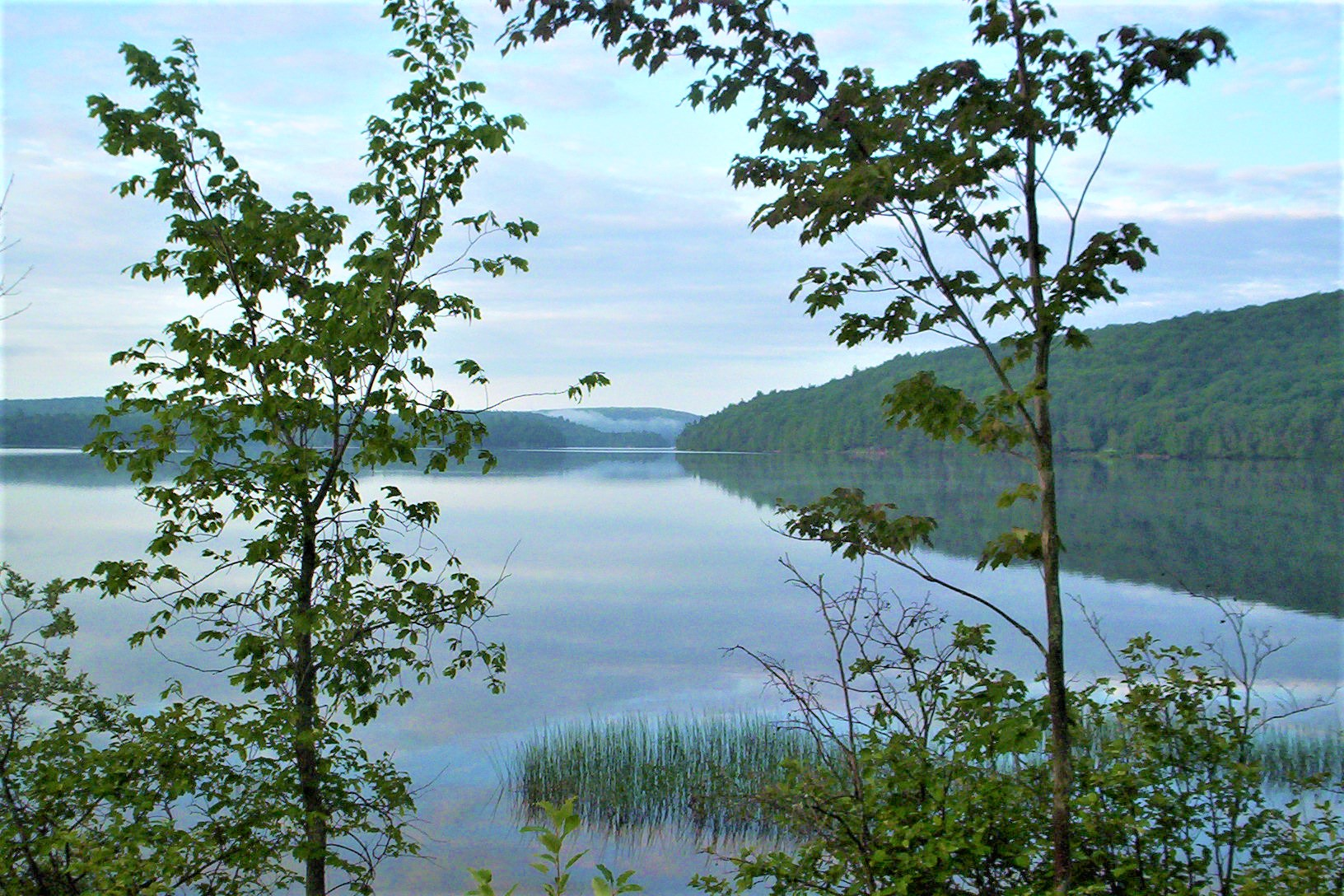
Parc provincial Algonquin, Centre de l'Ontario

Le Centre de l'Ontario est une sous-région du Sud de l'Ontario dans la province canadienne de l'Ontario. Elle se situe entre la  baie Georgienne et l'extrémité orientale du Lac Ontario.
La population de la région était de 959 266 en 2001; toutefois, ce nombre n'inclut pas les nombreux résidents saisonniers des chalets, qui au sommet de l'année augmente sa population à 1,5 million. Bien qu'il contienne de petits centres urbains, la grande partie du Centre de l'Ontario est couverte de fermes, de lacs (avec des plages d'eau froide), de rivières ou de terres de forêts éparses au sud du bouclier canadien. 

## Liste des comtés ou districts
- District de Parry Sound
- District de Muskoka
- Comté d'Haliburton
- Comté de Simcoe County
- Comté de Dufferin
- Kawartha Lakes
- Comté de Northumberland
- Comté de Peterborough
- Comté d'Hastings
- Comté du Prince-Édouard